# Seznam švýcarských spisovatelů
Seznam švýcarských spisovatelů obsahuje přehled některých významných spisovatelů, narozených nebo převážně publikujících ve Švýcarsku.

## B
- Claude-Inga Barbey (* 1961)
- Lukas Bärfuss (* 1971)
- Peter Bichsel (* 1935)
- Jacques-Étienne Bovard (* 1961), spisovatel
- Nicolas Bouvier (1929–1998)

## C
- Albert Cohen (1895–1981)
- Nicolas Couchepin (* 1960)

## D
- Friedrich Dürrenmatt (1921–1990), spisovatel, dramatik a malíř
- Ralph Dutli (* 1954), prozaik a překladatel z ruštiny
- Jean-François Duval (* 1947)

## F
- Urs Faes (* 1947)
- Max Frisch (1911–1991), spisovatel a architekt

## G
- Friedrich Glauser (1896–1938), autor detektivních románů
- Anne-Lise Grobéty (* 1949)
- Jeremias Gotthelt (1797–1854)

## H
- Hermann Hesse (1877–1962)
- Corinne Hofmannová (* 1960), autorka autobiografických románů o životě v Keni
- Thomas Hürlimann (* 1950), prozaik a dramatik

## Ch
- Sylviane Chatelainová (* 1950)

## K
- Gottfried Keller (1819–1890), básník, prozaik
- Christian Kracht (* 1966)

## L
- Jean-Jacques Langendorf (* 1938)
- Michel Layaz (* 1963)
- Charles Lewinsky (* 1946), spisovatel a scenárista
- Hugo Loetscher (1929– 2009), spisovatel
- Thierry Luterbacher (* 1950)

## M
- Janine Massardová (* 1939)
- Niklaus Meienberg (1940–1993), spisovatel a žurnalista
- Jerôme Meizoz (* 1967)
- Klaus Merz (* 1945)
- Milena Moser (* 1963)
- Adolf Muschg (* 1934)

## N
- Paul Nizon (* 1929)

## P
- Johann Heinrich Pestalozzi (1746–1827), spisovatel a pedagog

## R
- Ilma Rakusa (* 1946)
- Charles-Ferdinand Ramuz (1878–1947)
- Pascal Rebetez (* 1956)

## S
- Annemarie Schwarzenbach (1908–1942)
- Ruth Schweikert (1965–2023)
- Carl Spitteler (1845–1924), Nobelova cena za literaturu (1920)
- Martin Suter (* 1948), spisovatel

## W
- Robert Walser (1878–1956)
- Benedict Wells (* 1984)
- Markus Werner (1944–2016)
- Urs Widmer (1938–2014)
- Johann David Wyss (1783–1818)

## Z
- Fritz Zorn (1944–1976), spisovatel a učitel